# كركدن أبيض
الكركدن الأبيض أو وحيد القرن الأبيض (الاسم العلمي: Ceratotherium simum)، هو نوع من الحيوانات الثدية أحادي الطراز من فصيلة الكركدنيات ومن رتبة وتريات الأصابع يعيش في جنوب أفريقيا والجنوب السوداني، ويألف الأراضي المعشبة والمجدبة القريبة من الأنهار وبرك المياه. تتواجد أعداد قليلة جدًا من السلالات الفرعية الشمالية، حيثُ من المؤكدِ وجود فردين اثنين فقط في عام 2012 (كلاهما أنثى، فاتو 17، ونجين 17) وكلاهما في الأسر. بتاريخ 19 مارس 2018، نفقَ آخر وحيد قرن أبيض شمالي ذكر في العالم واسمه سودان.

## الوصف

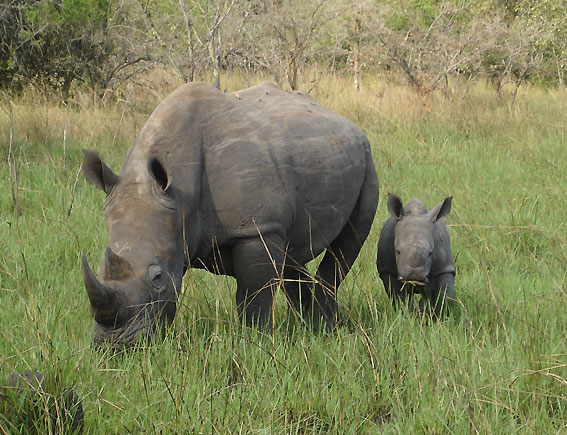
وحيد قرن أبيض مع صغيريه

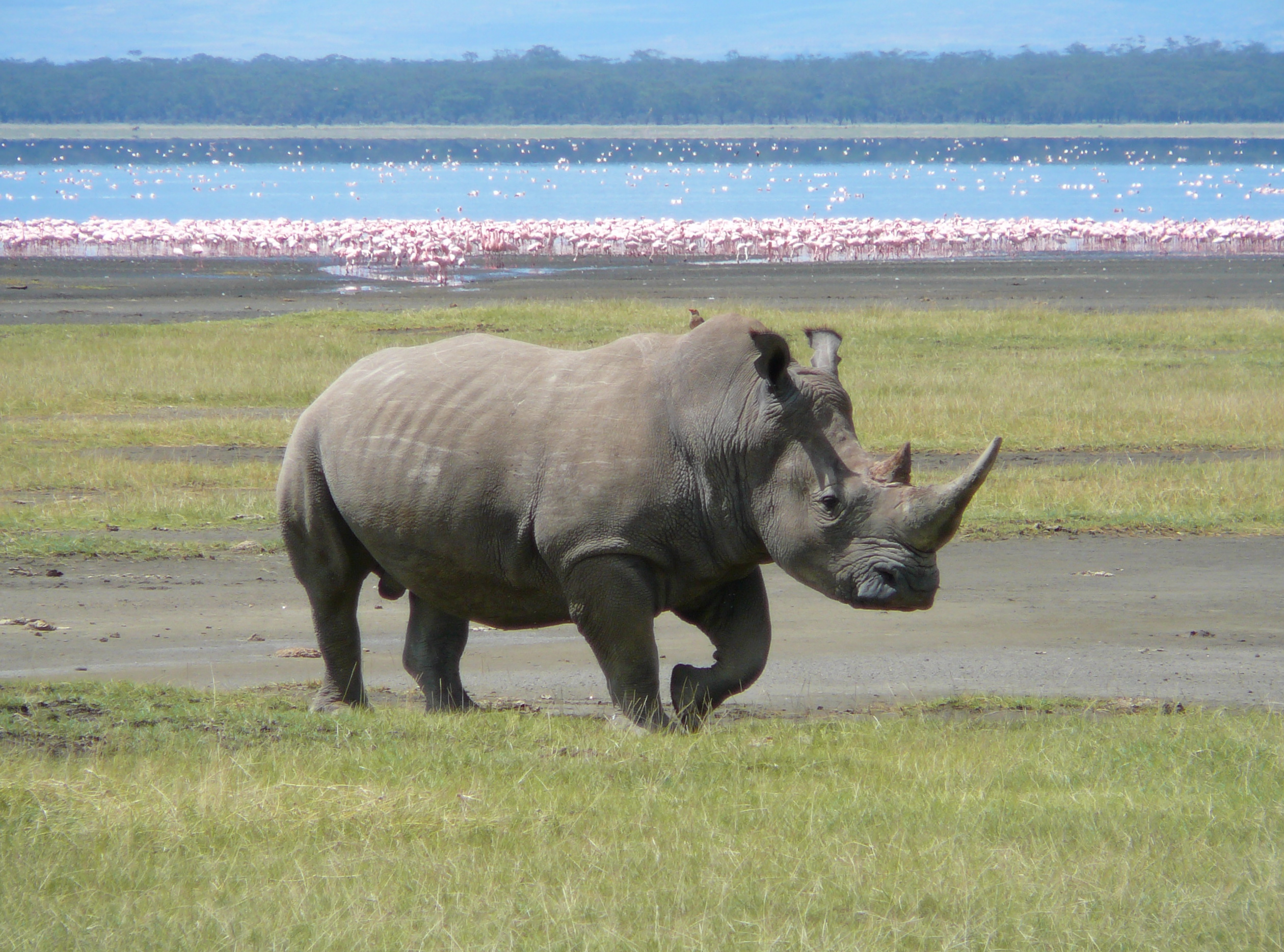
الكركدن في بحيرة ناكورو في كينيا

- يبلغ طول رأسه وجسمه حوالي 4 أمتار، وارتفاع كتفه يبلغ 180 سنتيمتراً، ويزن حوالي 3500 كلغ تقريباً. وهو أكبر قليلاً من الكركدن الأسود، له حدبة عند مؤخرة العنق، رأسه منخفض وعليه قرنان طويلان، أذناه عريضتان وشفته العليا مربعة الشكل، نظره ضعيف وسمعه حاد مرهف.

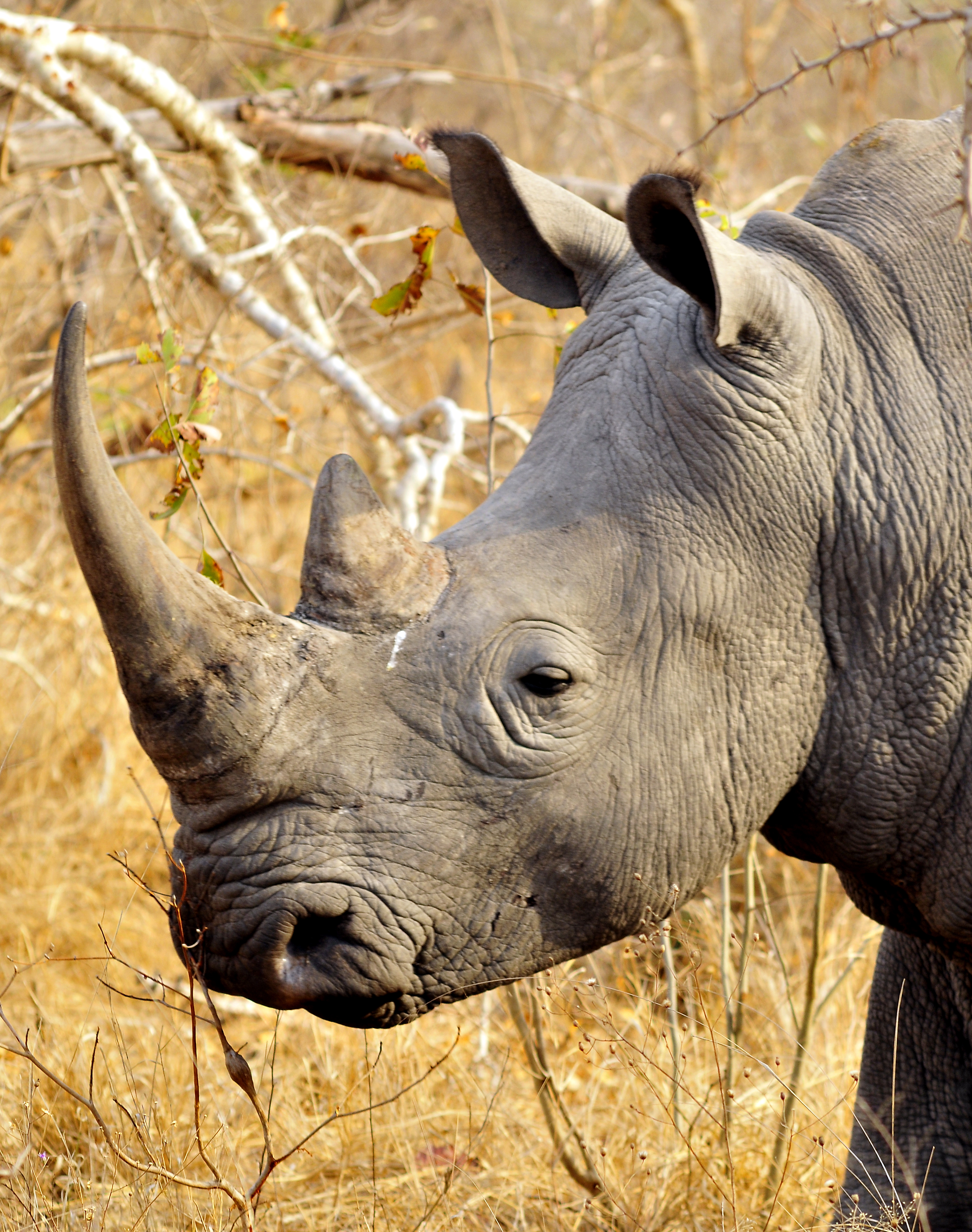
الكركدن في كروغر

والذكور منعزلون، إلا أن الإناث تبقى بصحبة صغارها وهو أقل عدوانية من الكركدن الأسود هادئ الطباع، يتغذى على الأعشاب، يستخدم في تنقله الطرق والممرات نفسها لفترة طويلة من الزمن. يحب التمرغ في الوحل والماء وهو حيوان ينشط ليلاً ونهاراً.

## التكاثر
- تدوم فترة الحمل حوالي 18 شهراً تضع الأنثى في نهايتها صغيراً واحداً، وعادة ما تلد الأنثى كل أربع سنوات مرة. هذا الحيوان مهدد بالانقراض إذ لا يوجد من هذا الجنس سوى 400 حيوان فقط وذلك بسبب سعي الصيادين للحصول على قرونه.[بحاجة لمصدر]

### تهديدات
- أصبح الكركدن الأبيض من أشهر الحيوانات التي تسمع عن اصطيادها بسبب قرونها التي يبيعها الصيادون لشراة من آسيا خاصة العرق الأصفر الذي يعتقدون أنه جالب للحظ في أمور الدنيا، ويتناول الصيادون لحمه البنفسجي.